# 2031
Évszázadok: 20. század – 21. század – 22. század
Évtizedek: 1980-as évek – 1990-es évek – 2000-es évek – 2010-es évek – 2020-as évek – 2030-as évek – 2040-es évek – 2050-es évek – 2060-as évek – 2070-es évek – 2080-as évek
Évek: 2026 – 2027 – 2028 – 2029 –  2030 – 2031 – 2032 – 2033 – 2034 – 2035 – 2036

## Várható események

### Határozatlan dátumú események
- január – A Nemzetközi Űrállomás irányított megsemmisítése. (Maradványai a tervek szerint a Nemo-pontra érkeznek majd le.)
- július – Megérkezik a Jupiterhez a Jupiter Icy Moons Explorer (JUICE) űrszonda.[1]
- az év folyamán – A magyar nyelv nagyszótára utolsó kötete kiadásának tervezett éve[2] annak alkalmából, hogy a Magyar Tudományos Akadémia elődje, a Magyar Tudós Társaság 200 évvel korábban, 1831-ben határozta el[3] egy magyar nagyszótár létrehozását.